# Gigi Hadid
Jelena Noura "Gigi" Hadid (Los Angeles, 23 de abril de 1995), é uma supermodelo e empresária norte-americana de ascendência palestina e holandesa.

## Biografia
Gigi Hadid nasceu e cresceu em Los Angeles. Filha do empresário de imobiliário Mohamed Hadid e da ex-modelo Yolanda Hadid, sua mãe é americana-neerlandesa e seu pai é palestino-americano. Hadid tem dois irmãos mais novos, uma irmã, Bella Hadid e um irmão, Anwar, ambos também modelos. Ela tem duas meia-irmãs mais velhas e paternas, Marielle e Alana. Em 2013, se formou na Escola Secundária de Malibu, onde foi capitã da equipe de vôlei , além de participar de competições de montaria.
Após o ensino médio, mudou-se para a cidade de Nova York para se concentrar em seus estudos e sua carreira de modelo. Estudou psicologia criminal na New School no início de 2013, mas suspendeu seus estudos para se concentrar em sua carreira de modelo.

## Carreira

### 1997–2012: Primeiros Trabalhos
A carreira de modelagem de Hadid começou quando ela tinha dois anos depois de ter sido descoberta por Paul Marciano, da Guess. Marciano era próximo da mãe de Gigi, Yolanda, e dizia para a miga que sua filha seria uma estrela
Ela começou a modelar com o Baby Guess antes de precisar parar para se concentrar na escola. Hadid finalmente retornou à modelagem, em 2011. Ela retomou o trabalho com Marciano e foi nomeada a cara de uma campanha da Guess em 2012. Hadid fez 12 campanhas com a Guess.

### 2013–2014: Crescimento Profissional em Nova York
Depois de se mudar para a cidade de Nova York, Gigi assinou com a IMG Models em 2013. Ela inicialmente sentia que seu agente não a levava a sério e após algum tempo insatisfeita, entrou em contato com a agência. Dessa forma, ela começou a ser representada por Luiz Mattos, vice presidente da IMG
Hadid fez sua estréia na New York Fashion Week em fevereiro de 2014 desfilando para o show da Desigual. No mesmo mês, ela fez sua pausa na Alta Costura na capa da revista CR Fashion Book. Em 15 de julho de 2014, ela estrelou ao lado do ator e modelo Patrick Schwarzenegger na campanha Outono / Inverno de Tom Ford da Olympe de moda. Ela co-organizou o evento Daily Front Row's Fashion Media Awards que foi realizado em Nova York em 5 de setembro de 2014. Hadid também estrelou campanhas para Tom Ford F / W 2014, Tom Ford Velvet Orchard Fragrance e Tom Ford Beauty 2014.
Ela estava na capa da revista Galore e do CR Fashion Book de Carine Roitfeld em 2014.

### 2015–presente: Modelo do Ano e primeira capa da Vogue Americana

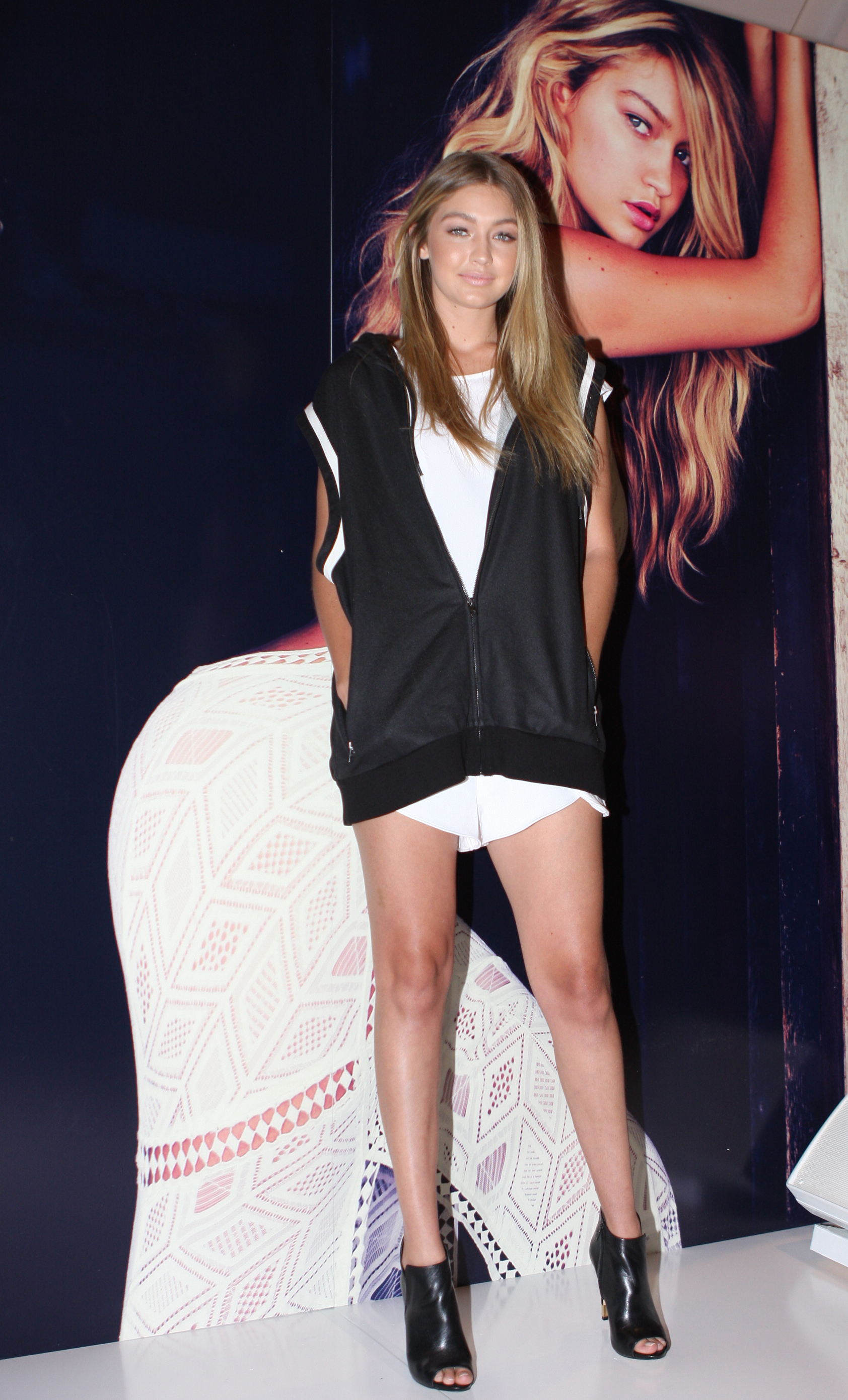
Hadid no lançamento da campanha Guess Spring Launch 2015.

Hadid apareceu no calendário Pirelli de 2015. Em janeiro de 2015, ela foi nomeada a modelo do ano da Daily Front Row, e embaixadora da marca Maybelline. Em maio de 2015, Hadid desfilou para vários designers, incluindo: Marc Jacobs, Chanel, Michael Kors, Jean Paul Gaultier e Max Mara. A irmã de Gigi, Bella, também é modelo, e as duas irmãs foram apresentadas juntas em algumas aparições de modelos, incluindo uma sessão de fotos para a revista V em junho de 2015. Em dezembro de 2015, ela fez sua primeira aparição no Victoria's Secret Fashion Show.
Hadid apareceu em capas de revistas, incluindo Vogue (Estados Unidos, Paris, Itália, Grã-Bretanha, Japão, Espanha, Austrália, Brasil, Holanda, Alemanha, Itália, China), Schön!, Numéro, Allure, W Magazine e Teen Vogue, bem como WSJ Magazine, Elle Canada, Dazed e Harper's Bazaar (EUA, Malásia). Hadid também filmou editoriais para VMAN, Elle, Grazia, Cleo, Vogue,Sports Illustrated, revista de papel, Vanity Fair e V Magazine. Hadid também estrelou campanhas para Guess, Versace, Penshoppe, Balmain F / W 2015, Topshop, Max Mara e Stuart Weitzman.
Em 2016, ela desfilou para: Versace, Chanel, Elie Saab, Fendi, Marc Jacobs, Anna Sui, Miu Miu, Balmain, Diane Von Furstenberg, Tommy Hilfiger, Fenty x Puma, Isabel Marant e Giambattista Valli. Em janeiro de 2016, ela se tornou a embaixadora da marca global Tommy Hilfiger, liderando campanhas de roupas íntimas, vestuário e fragrâncias. Em abril de 2016, Hadid estrelou uma campanha interativa que inclui um comercial para o BMW M2. Ela foi Host dos Prêmios 2016 iHeartRadio Much Music Video em Toronto em 19 de junho de 2016. Ela co-projetou uma coleção de cápsulas com Tommy Hilfiger chamado Gigi por Tommy Hilfiger, que foi lançado no outono de 2016 na New York Fashion Week. Durante o outono de 2016 Fashion Weekeks em Nova York, Milão e Paris, Hadid abriu cinco shows e fechou sete. Em outubro, sua coleção de bota para Stuart Weitzman intitulada Gigi Boot foi revelada é foi anunciado que Hadid se tornou uma embaixadora da marca Reebok, enfrentando a campanha #PerfectNever.
Em 20 de novembro de 2016, Hadid recebeu os American Music Awards. Ao lado de Saturday Night Live alum Jay Pharoah. Em dezembro de 2016, ela fez sua segunda aparição no Victoria's Secret Fashion Show, ganhando as suas asas pela primeira vez, e no mesmo mês ganhou o prêmio de Modelo Internacional do Ano no British Fashion Awards, apresentado a ela por Donatella Versace.
Gigi e sua irmã, Bella, começaram a temporada da campanha Primavera/Verão juntas - as irmãs estrelaram um ao lado da outra nas campanhas Fendi e Moschino das estações. Hadid também estrelou o rosto da campanha S / S 2017 para os acessórios Max Mara, Stuart Weitzman e DSQUARED2. A segunda coleção de Tommy Hilfiger e Gigi Hadid foi apresentada em fevereiro de 2017 para a temporada de primavera. Hadid foi a fotógrafa da Versus (Versace) Spring Summer 2017, que contou com o cantor Zayn Malik e a modelo Adwoah Aboah. Ela também fotografou uma edição especial do verão de V Magazine intitulada Gigi's Journal, que contou com Polaroids de colegas da indústria da moda, celebridades e amigos íntimos.
Hadid foi destaque em quatro capas da Vogue de março de 2017: Estados Unidos, Grã-Bretanha, China e a edição inaugural da Arábia. Ela também apareceu nas capas para CR Fashion Book (Primavera / Verão 2017), Jolie (abril de 2017) e The Daily (Spring 2017). Ela apareceu nas capas de maio de 2017 para as edições holandesas da Vogue, Cosmopolitan e Glamour, bem como a capa de junho / julho de 2017 do US Harper's Bazaar. Hadid atuou em editoriais para Vogue US (abril de 2017) e LOVE Magazine (Primavera / Verão, 2017).
Durante o Mês da Moda Outono / Inverno 2017 em Nova York, Milão e Paris, Hadid abriu os shows para Jeremy Scott, Anna Sui, Versus (Versace), Alberta Ferretti, Missoni, H & M e Balmain; e fechou os shows para Isabel Marant, Moschino, Max Mara e Anna Sui. No terceiro Annual Fashion Row Los Angeles Awards, Hadid foi homenageado pelo Best Design Debut por sua coleção com a Tommy Hilfiger.
Ela começou 2018 com várias campanhas de alta moda, incluindo Valentino, Moschino, Versace e Fendi. Ela também lançou sua segunda colaboração com a Vogue Eyewear e a Messika Jewelry. Em fevereiro, durante a semana de moda, apresentou a quarta e última temporada de sua coleção cápsula com Tommy Hilfiger em Milão.
Ela apareceu em várias capas de revistas Vogue internacionais em 2018, incluindo a British Vogue em março, a Vogue Italia em maio e a Vogue Brasil em setembro. Ela também fezvárias capas americanas, incluindo a edição de maio da Harper's Bazaar, a capa do V Magazine para o Preview do Outono V11, W Magazine, edição de 10 anos da LOVE Magazine, Chaos 69 e Chaos True Originals – Edição Especial Disney.
Em novembro de 2018, ela anunciou sua primeira colaboração com a Reebok, projetando tênis para a marca, começando com um lançamento limitado em 7 de dezembro e a coleção completa a ser lançada em fevereiro de 2019. Ela também retornou ao Victoria's Secret Fashion Show pela terceira vez no mesmo mês. No início de 2019, apareceu em mais capas internacionais da Vogue, incluindo a Vogue da Checoslováquia, Vogue da Arábia e Vogue de Hong Kong.
Em outubro de 2019, filmou um episódio do programa de competição culinária do Food Network, Beat Bobby Flay. Ela se uniu à chef Anne Burrell contra o chef e restaurateur Bobby Flay. O episódio foi ao ar em junho de 2020. Ela também fez uma participação em um episódio de Scooby-Doo and Guess Who? que foi exibido em 1º de outubro de 2020, no serviço de streaming Boomerang.
Em agosto de 2022, Hadid revelou que lançaria sua primeira linha de roupas solo, Guest in Residence.
Em 2023, Hadid e Tan France co-apresentaram a competição de moda reality Next In Fashion. O programa foi lançado na Netflix em 3 de março de 2023.
Em 2024, Gigi Hadid deu continuidade ao desenvolvimento de sua marca, Guest in Residence, lançando novas coleções que destacavam seu estilo pessoal e incorporavam princípios de sustentabilidade
Nas semanas de moda , ela desfilou para marcas como Versace, Prada e Chanel. Gigi também foi rosto da Vogue World, que naquele ano ocrreu em Paris e celebrou os 100 anos de moda em paralelo com temas esportivos. A modelo estampou a capa da Vogue, estrelou fashion film do evento, desfilou em um cavalo como parte do segmento de hipismo do show e encerrou o desfile com um look custom Balmain. |Além disso, ela foi anfitriã da after party com Edward Enninful
Em agosto, Gigi foi confirmada no Fashion Show de retomada da Victoria's Secret. Ela abriu o desfile, realizado em outubro
Hadid também voltou a trabalhar com Marc Jacobs, estampando a campanha Dilara Findikoglu x Heaven By Marc Jacobs
Em 2025, Gigi mais uma vez esteve nas passarelas de Paris, abrindo o desfile da Schiaparelli Fall/Winter 25 e posteriormente desfilando para a Miu Miu. Em abril, foi capa da Vogue Americana, em celebração aos seus 30 anos de vida.

## Vida pessoal
Gigi Hadid namorou o cantor Cody Simpson de 2013 a maio de 2015.
Em 2014, Hadid revelou que foi diagnosticada com a doença de Hashimoto. 
Em 2015, namorou o ex-integrante da banda Jonas Brothers, Joe Jonas. O relacionamento terminou em novembro do mesmo ano, após 5 meses.
Em Novembro de 2015, conheceu o cantor britânico, Zayn Malik, ex-integrante da boyband One Direction, com quem iniciou um relacionamento mais tarde. O casal ficou junto por dois anos, separando-se no começo de 2018, reatando a relação algumas vezes.
Em 2016, Vitalii Sediuk assediou Hadid, após um desfile, e foi comentado sobre como ela se defendeu dele.
Em abril de 2020, Gigi anunciou a sua primeira gravidez com Zayn Malik, durante uma entrevista no The Tonight Show, estrelado por Jimmy Fallon. No dia 19 de setembro de 2020, deu à luz a sua primeira filha, Khai Hadid Malik, em sua casa na Pensilvânia e após 14 horas em trabalho de parto sem anestesia. O planos iniciais da modelo eram dar a luz em um hospital em Nova York, mas ela mudou de ideia por conta das restrições do COVID-19, que impediriam sua mãe e irmã de estarem com ela
Zayn e Gigi  se separaram em outubro de 2021. 
Houve boatos de um possível romance entre ela e o ator Leonardo DiCaprio entre 2022 a 2023. . Em Outubro de 2023, começou um relacionamento com o ator Bradley Cooper.

## Filmografia

### Cinema
| Ano  | Título      | Papel     | Notas          |
| ---- | ----------- | --------- | -------------- |
| 2011 | Virgin Eyes | Andrea    | Curta-metragem |
| 2018 | Ocean's 8   | Ela mesma |                |

### Televisã
| Ano       | Título                    | Papel     | Notas                           |
| --------- | ------------------------- | --------- | ------------------------------- |
| 2015-2017 | Silent Witness            | Policial  | 10 episódios                    |
| 2020      | Scooby-Doo and Guess Who? | Ela mesma | Episódio: "A Moveable Mystery!" |
| 2021-2023 | Never Have I Ever         | Ela mesma | 2 episódios                     |

### Videoclipes
| Ano  | Título                  | Artista                   |
| ---- | ----------------------- | ------------------------- |
| 2014 | "Surfboard"             | Cody Simpson              |
| 2015 | "Simplethings"          | Miguel                    |
| 2015 | "Bad Blood"             | Taylor Swift              |
| 2015 | "Flower"                | Cody Simpson              |
| 2015 | "How Deep Is Your Love" | Calvin Harris e Disciples |
| 2016 | "Pillowtalk"            | ZAYN                      |

## Música
| Ano  | Título                               | Artista     | Notas        |
| ---- | ------------------------------------ | ----------- | ------------ |
| 2007 | "The Little Drummer Boy" on Noël     | Josh Groban | Voz de apoio |
|      | "I'll Be Home for Christmas" on Noël | Josh Groban | Voz de apoio |